# Tongji (köping i Kina, Sichuan)
Tongji (kinesiska: 通济镇, 通济) är en köping i Kina. Den ligger i provinsen Sichuan, i den sydvästra delen av landet, omkring 60 kilometer norr om provinshuvudstaden Chengdu.
Genomsnittlig årsnederbörd är 1 340 millimeter. Den regnigaste månaden är juli, med i genomsnitt 356 mm nederbörd, och den torraste är december, med 9 mm nederbörd.